# Fernando de Guzmán
Fernando de Guzmán y Ayala (Lima, 1568 - 3 de diciembre de 1636) fue un clérigo criollo que ocupó altos cargos eclesiásticos y académicos en el Virreinato del Perú. Primer rector del Seminario de Santo Toribio y tres veces rector de la Universidad de San Marcos.

## Biografía
Sus padres fueron los peninsulares Hernando de Guzmán y Luisa de Ayala. Cursó estudios en el Colegio Real de San Felipe y San Marcos, y luego en el Colegio Real de San Martín, de los jesuitas. Obtuvo los grados de Licenciado en Artes, y de Bachiller en Sagrada Teología, fue reconocido como familiar del Santo Oficio e hizo profesión religiosa.

### Labor docente
Asumió la cátedra de Gramática en la Universidad de San Marcos, como sustituto del titular Juan Pérez Bocanegra, recibiendo la mitad del sueldo anual (1590). Pero al año siguiente, el arzobispo Toribio de Mogrovejo lo nombró primer rector del recientemente fundado Seminario de Lima, cargo en el que se desempeñó tan bien que pronto fue recomendado para obtener una prebenda en el Cabildo Metropolitano de Lima. Incorporado luego al claustro sanmarquino (1596), se apartó del rectorado del Seminario en 1602, pero llamado nuevamente por el Arzobispo, retomó el cargo por varios años (1604-1625). Debido a su prestigio, fue elegido rector de la Universidad en tres oportunidades (1608, 1624 y 1633).

### Carrera eclesiástica
Una vez obtenido el grado de Doctor en Teología, fue designado canónigo adjunto al tesorero (1595). Sería promovido luego a las dignidades de racionero (1618) y tesorero (1621). Por esos tiempos, fue comisionado por su Cabildo para recibir en Carabayllo al virrey Marqués de Guadalcázar (1622) y de llevar el juicio de residencia al provisor y vicario general Feliciano de Vega y Padilla (1624). Este último año, obtuvo la dignidad de maestrescuela y como apoderado del arzobispo Fernando Arias de Ugarte tomó posesión de la sede limense (1630). Promovido finalmente a chantre (1631), se desempeñó como provisor y vicario general hasta su fallecimiento.
| Predecesor: Juan de Castro y Ramírez  | Rector de la Universidad de San Marcos 1608 - 1609 | Sucesor: Leandro de Larrinaga Salazar  |
| Predecesor: Francisco Ramos Galván    | Rector de la Universidad de San Marcos 1624 - 1625 | Sucesor: Diego Mexía de Zúñiga         |
| Predecesor: Diego de Orozco y Espinar | Rector de la Universidad de San Marcos 1633 - 1634 | Sucesor: Sebastián González de Mendoza |